# 日本ソルテック
日本ソルテック株式会社（にほんソルテック　英称：SOLTEC JAPAN CO., LTD.）は、神奈川県海老名市に本社を置く、情報システム関連機器の製造・販売・保守を中心とした販売会社。

## 概要
情報システム関連機器の販売会社である日本NCRの関連会社。1996年に日本NCRの開発製造部門および同社カスタマーサービス部門の社員らによって創業。
コンピュータ製品・周辺機器・ソフトウェア等の販売・保守サービス、並びにサーバとストレージ等から構成されるシステムの構築・評価・保守等を行う。
2009年にはソルテック・ソリューションデザインを設立し、システム・インテグレーション事業に特化したビジネスを展開する。

## 沿革
- 1996年（平成8年）4月 - 日本NCR大磯開発製造本部内に本社を設置。大型EDP、ATM、通信機器、POS端末、プリンタなどの保守事業を開始
- 2002年（平成14年）- 神奈川県川崎市に営業所を設置。コンピュータ機器の販売・保守受託および作業受託事業を開始。
- 2003年（平成15年）- サーバ販売を開始
- 2004年（平成16年）- ファイバチャネル関連機器の販売開始
- 2005年（平成17年） - ストレージエリアネットワークシステム（SAN）構築事業を開始。
- 2006年（平成18年）- ディスクアレイ製品販売を開始。
- 2007年（平成19年）- インフィニバンド製品の販売を開始。
- 2008年（平成20年）- HPC製品の販売を開始。
- 2009年（平成21年）‐ システム販売会社としてソルテック・ソリューションデザイン株式会社を設立。
- 2010年（平成22年）- CE規格、SEMI規格[1]に準拠したサーバシステムの構築を開始。
- 2011年（平成23年）‐ システムソリューション本部にて、QMS（ISO 9001:2008）を認証取得。
- 2012年 (平成24年）
  - 全社にてISO9001:2008認証取得。
  - 川崎事業所を川崎市川崎区駅前本町に移転。
- 2015年（平成27年）- Zyxel Communications Corp. 製ワイヤレスLAN（無線LAN）製品の販売を開始。
- 2017年（平成29年）- 全社にてISO9001:2015認証取得
- 2019年（令和元年）‐ 川崎事業所を東京都港区高輪に移転し、品川事業所とする。
- 2020年（令和2年）- クアンタムとの間で一次販売代理店契約を締結。

## 事業所
- 品川事業所 - 東京都港区高輪3-23-17　品川センタービルディング8F

## 関係会社
- 日本NCR
- ソルテック・ソリューションデザイン